# SLC23A2
El miembro 2 de la familia de portadores de solutos 23 es una proteína que en humanos está codificada por el gen SLC23A2 .
La absorción de vitamina C en el cuerpo y su distribución a los órganos requiere dos transportadores de vitamina C dependientes de sodio. Este gen codifica uno de los dos transportadores requeridos y la proteína codificada es responsable de la captación de vitamina C específica de tejido. Anteriormente, este gen tenía un símbolo oficial de SLC23A1.